# Кошулинський Руслан Володимирович
Русла́н Володи́мирович Кошули́нський (9 вересня 1969 , Львів) — український політик. Народний депутат України VII скликання, заступник голови Верховної Ради (VII скликання). Заступник голови партії, голова Секретаріату Всеукраїнського об'єднання «Свобода». Єдиний кандидат від об'єднаних націоналістичних сил у Президенти України на виборах 2019 року.

## Життєпис
Народився 9 вересня 1969 року в робітничій сім'ї у Львові.
Навчався в школі з поглибленим вивченням англійської мови, після 8-го класу — у спортивному інтернаті, який закінчив у 1986 році. Займався легкою атлетикою.
У 1987—1989 — солдат строкової служби, заступник командира взводу зі званням старшого сержанта Групи радянських військ у Німеччині.
У 1991 році закінчив технологічний факультет Кооперативного технікуму у Львові.
Перша робота — заввиробництва в ресторані-готелі «Беркут» на Яблунецькому перевалі.
Після того зайнявся бізнесом, а в середині 90-х поїхав на кілька років працювати в тайгу, на північ Красноярського краю: в артілі, яка добувала золото, був кухарем.
З 1996 року член СНПУ (наразі — Всеукраїнське об'єднання «Свобода»).
1999—2001 — завідувач виробництва ДП АТК «Турист», Львів.
З 2001 року — помічник-консультант народного депутата України Олега Тягнибока.
2002—2003 — заступник голови Правління ОСБ МЖК «Поступ», Львів.
2006—2007 — фізична особа-підприємець.
У липні 2006 закінчив Тернопільський економічний університет (нині - Західноукраїнський національний університет) за напрямом «Право» і отримав кваліфікацію бакалавра.
Проходить службу у Збройних силах України, має звання Головний сержант ЗСУ (станом на 07.07.2023).

## Політична діяльність
У 2006 та 2007 роках балотувався до Верховної Ради України за списком ВО «Свобода».
З серпня 2008 року є заступником голови ВО «Свобода» (Член СНПУ (далі — ВО «Свобода») з 1996 року).
У 2010—2012 роках був головою фракції Всеукраїнського об'єднання «Свобода» у Львівській міській раді, членом постійної депутатської комісії фінансів та планування бюджету.
Був прогульником засідань комісій Львівської міської ради 6 скликання.
На парламентських виборах 2012 року Руслан Кошулинський обіймав посаду голови центрального виборчого штабу ВО «Свобода».
У 2012—2014 роках був Народним депутатом України VII скликання. Пройшов до Верховної Ради України за партійним списком Всеукраїнського об'єднання «Свобода» під номером 12.
13 грудня 2012 був обраний Верховною Радою України на посаду заступника Голови Верховної Ради України. «За» проголосували 305 депутатів.

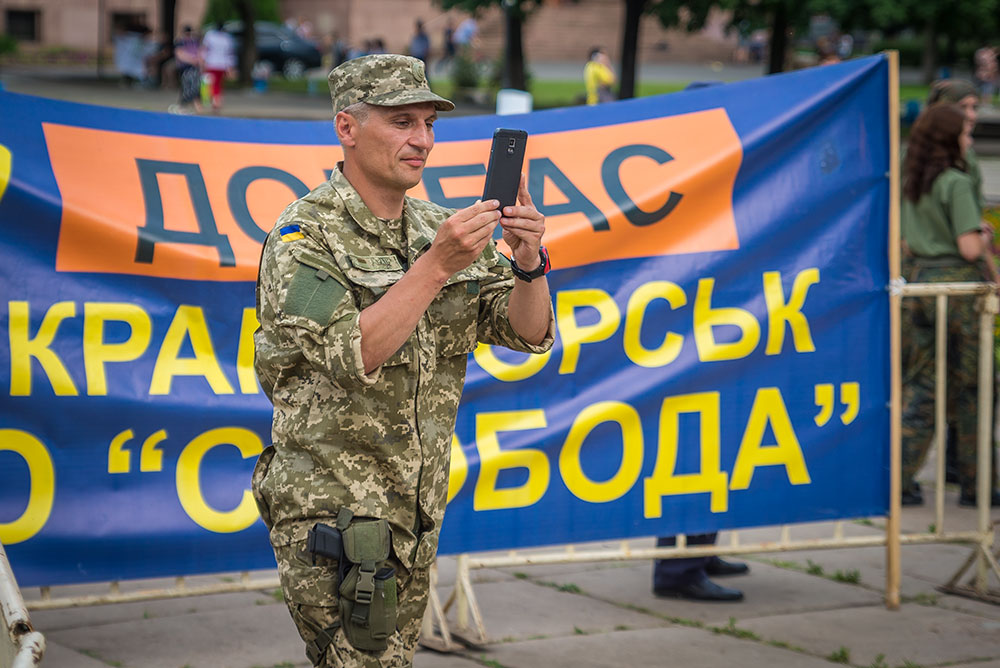
Кошулинський на урочистостях з нагоди визволення Краматорська, 05.07.2015

Брав активну участь у Революції Гідності та у всіх найважливіших подіях того часу. 20 лютого 2014 року Руслан, єдиний на той час легітимний представник влади в країні, з власної ініціативи зібрав народних депутатів на засідання Верховної Ради, щоб припинити кровопролиття. Того дня на пропозицію Кошулинського депутати проголосували за усунення Януковича від влади та повернення «Беркуту» на місця дислокації. Рішення, прийняті на тому засіданні ВРУ, стали для світової спільноти підставою визнати зміну влади в Україні легітимною.
20-21 лютого 2014 року одноосібно керував Україною. Очолював тимчасову спеціальну комісію з підготовки проєкту закону про розвиток і застосування мов в Україні (з 4 березня 2014 року).
Після перевиборів 26 жовтня 2014 року «Свобода» до парламенту не потрапила. Отримавши повістку 5 лютого 2015-го, склавши присягу та пройшовши 26-денний навчальний курс на Яворівському полігоні, Кошулинський разом з однопартійцями Олексієм Кайдою та Маркіяном Лопачаком вирушив артилеристом в АТО у складі у 44 артилерійської бригади. Проходив службу на Донбасі в званні старшого сержанта. Є учасником комбатантського об'єднання «Легіон Свободи».
У 2015-му закінчив службу, щоб взяти участь у виборах міського голови Львова від ВО «Свобода» (подав документи 27.09.2015). Зумів пройти в другий тур, де здобув 36,86 % голосів, поступившись перемогою чинному міському голові Львова Андрієві Садовому (61,1 %).
З листопада 2015 року — депутат Львівської обласної ради. У вересні 2018 року ініціював законопроєкт «Про мораторій на публічне використання російськомовного культурного продукту на території Львівської області».

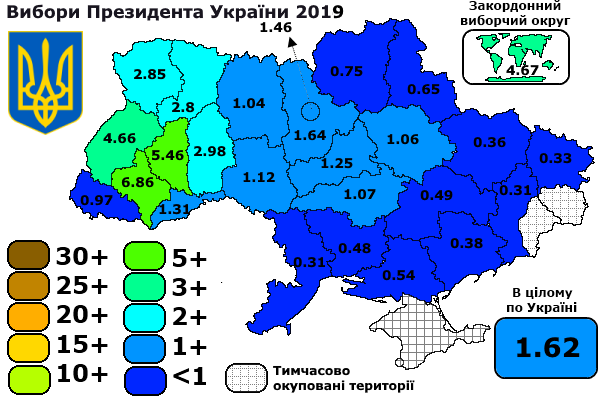
Підтримка Кошулинського за регіонами на Виборах Президента України 2019

У листопаді 2018 року «С14», «Свобода», «Правий сектор», «ОУН» та «КУН» висунули Руслана Кошулинського єдиним кандидатом на пост Президента України від націоналістичних сил. Його також як єдиного кандидата підтримав командувач Української добровольчої армії Дмитро Ярош.
На посаду Президента України Кошулинського підтримали також Брати Капранови, легендарний сотник УПА Мирослав Симчич («Кривоніс»), відомий музичний продюсер і власник музичної компанії Navsi100 Захар Клименко, український письменник, актор і телеведучий Антін Мухарський, політичний аналітик Юрій Михальчишин. Під час XL з'їзду партії ВО «Свобода» Кошулинського також підтримали запрошені гості, зокрема: комбатант Української повстанської армії Теодор Дячун; дитяча письменниця Лариса Ніцой; лідер гурту «Кому Вниз» Андрій Середа; лідер гурту «Гайдамаки» Олександр Ярмола; перший генпрокурор України Віктор Шишкін; письменник Михайло Слабошпицький; мовознавець, доктор філологічних наук, професор, директор Інституту української мови НАН України Павло Гриценко; голова ОУН Богдан Червак; український кінорежисер, сценарист, актор, академік Національної академії мистецтв України Михайло Іллєнко; відомий український письменник-сатирик, публіцист Євген Дудар; народна артистка України Людмила Єфименко.
23 січня 2019 року подав документи на офіційну реєстрацію кандидатом у Президенти України в Центральну виборчу комісію. Під час кампанії виборів Президента України 2019 року громадські активісти фіксували одноразово наявність політичної агітаційної продукції, у крамниці в Ромнах, з ім'ям кандидата без вихідних даних
Кошулинський балотувався на виборах мера Львова, що відбулися 25 жовтня 2020-го року.. Отримав 22 123 голоси, або 9,74 % і не потрапив до другого туру виборів. Балотувався на довиборах до Верховної Ради України по 87 окрузі (Івано-Франківщина), що відбулися 28 березня 2021 року. Зайняв третє місце, 28,86 %, 13 927 голосів.

## Погляди
Виступає за державний контроль над природними монополіями, стратегічними підприємствами, заборону торгівлі землею сільськогосподарського призначення.
Вважає, що замість панування олігархії в Україні має бути розвиток середнього класу та стимулювання розвитку малого та середнього бізнесу, розвиток конкурентоспроможних галузей української промисловості, вітчизняного кіно.
Захищає традиційні сімейні цінності.
Виступає за легалізацію вогнепальної зброї та заснування народного резерву ЗСУ за швейцарським зразком, повне переозброєння Збройних Сил України, створення потужного ракетного щита України. Запровадити повну блокаду тимчасово окупованих територій до їх остаточного звільнення.
Стратегічним курсом держави бачить європейський україноцентризм та утворення нової європейської єдності ‒ Балто-Чорноморського Союзу. Вступ України до ЄС і НАТО на вигідних для України умовах.

## Родина
- Дружина Марія Василівна, 1967 р.н.
- Донька Христина, 1991 р.н.
- Донька Іванна 1993 р.н.
- Син Богдан 2002 р.н.[45]

## Відзнаки
- У жовтні 2015 року отець УПЦ Київського патріархату Петро Міськович (батальйон «Айдар») вручив Руслану Кошулинському Медаль «За жертовність і любов до України».[46]

- У травні 2016 року в Соборі Святого Юра Митрополит Львівський Ігор Возняк нагородив Руслана Кошулинського медаллю «За мужність» святого великомученика Георгія Побідоносця[47].
- 30 червня 2016 року начальник штабу дивізіону артрозвідки майор Вадим Ластовицький нагородив пам'ятною медаллю «Волонтер. З Україною в серці» за безкорисне служіння Батьківщині та великий внесок у збереження і процвітання України[48]

Руслан Кошулинський є активним дописувачем у Facebook, веде дві сторінки: приватну [Архівовано 9 квітня 2019 у Wayback Machine.] (близько 17 000 друзів та підписників) та публічну [Архівовано 16 квітня 2019 у Wayback Machine.] сторінку політика.